# Бакула Ринпоче
Кушок Бакула Ринпоче (21 мая 1917, Ладакх — 4 ноября 2003, Дели) — крупный международный буддийский деятель, политический деятель Республики Индия. Известен как крупный наставник (лама) тибетского буддизма, а также защитой прав и помощью низшим кастам и племенам, беженцам, работой в области доступности и модернизации образования.

## Биография
Принц Бакула родился в царской семье Ладакха. Его отцом был царь Нангвам Таей, а матерью царица Ешей Вангма из Занскара. По материнской линии он приходился родным племянником недавно усопшему Бакуле Ринпоче. Вскоре он был признан его перерождением, то есть перерождением архата Бакулы, одного из 16 архатов, прямых учеников Будды Шакьямуни
В 1923 году высокие ламы Ладака прибыли ко двору и попросили отдать юного тулку им на воспитание. Через год царская семья выполнила их пожелание. В шесть лет он был возведён на трон своего предшественника, став настоятелем монастыря Петуб, а затем перевезён в монастырь Самкар, где получил начальное образование.
В 1930 году Бакула отправился продолжать образование в Тибете. Здесь он получил монашеское посвящение от Далай-ламы XIII. Здесь он проявил блестящие способности к учёбе и во время регентства Радэн-цэна (1933—1939) стал гэлонгом. В дальнейшем он вернулся в Ладакх, упорно занимался созерцательными практиками, после чего стал истинным наставником в Дхарме.
После обретения независимости Индией и Пакистаном мусульманское население Ладакха уничтожало не желавших принять ислам и присоединиться к Пакистану жителей Ладакха. В этот беспокойный период Бакула Ринпоче был вынужден ненадолго покинуть Самкар, чтобы вернуться в уже утверждённый за Индией Ладакх, где он развернул интенсивную просветительскую и гуманитарную деятельность. Велика его роль в достижении относительной автономии Ладакхом. Впоследствии он был назван «архитектором современного Ладака», поскольку посвятил значительные усилия социально-образовательной сфере в Ладаке. В частности, благодаря ему в Ладаке была популяризована система образования, сочетающая традиции и современность.
Как дипломат Бакула Ринпоче был одним из немногих высоких лам, имевшим возможность посещать СССР и лично быть в курсе ситуации с буддизмом в стране.
Он имел здесь учеников, передавал посвящения. В том числе Б. Д. Дандарону (из выступления Бакулы Ринпоче в Ленинграде, 1989 г.)
14 июня 1988-го года Бакула Ринпоче побывал в Ленинграде в составе делегации международного духовенства на праздновании 1000-летия крещения Руси и первый раз встретился с группой ленинградских буддистов. На ту встречу (квартира Светланы и Олега Борисовых, ул. Восстания) пришёл 21 человек из числа подпольных буддистов; в основном, молодежь, пришедшая к буддизму в середине 80-х. Одни из них считали своим учителем ламу Дарма-Доди из Иволгинского дацана, другие — Дандарона (Е. Беднягин, А. Болдин, А. Бреславец, Н. Васильев, Ж. Везниковцева, П. Игнатьев, А. Кузмин, В. Монтлевич, А. Матвеев, С. Носков, Т. Науменко, Ю. Никаноров, Е. Николаева, В. Пупышев, А. Сурагин, и другие). Ринпоче передал собравшимся Прибежище и ряд основных практик Авалокитешвары, Тары, Манджушри. Следующее учение Ринпоче в Петербурге состоялось летом 1989-го года — уже по приглашению организовавшейся буддийской общины, а в 1990-м Ринпоче провел первую проповедь в Буддийском храме после возвращения его буддистам. В июне 1988 года в Иволгинском дацане, впервые в послевоенной России Бакула Ринпоче даровал посвящение класса ануттара-йога тантры — дженанг «Тайной практики Дамдина», на который с личного разрешения Ринпоче впервые были допущены русские подпольные буддисты. Следующим было посвящение Ямантаки в Иволгинском дацане в 1989 году на котором присутствовало 20 русских буддистов.
В последние годы жизни Бакула Ринпоче был Послом Индии в Монголии, обеспечивая связь изучавших буддизм послушников с монастырями в КНР и в Индии и продолжение образования там; в 1999 году основал в Улан-Баторе монастырь Бэтувлин.
После его смерти его прах был помещён в серебряную ступу, изготовленную его учеником, монгольским ламой Пурэвбатом, которая находится в Бэтувлине.